# Стретенка (Донецкая область)
Стретенка (укр. Стрітенка; с 1923 по 2016 г. — Октябрьское) — село на оккупированной части Украины, находится в Волновахском районе Донецкой области.
Код КОАТУУ — 1421585601. Население по переписи 2001 года составляет 853 человека. Почтовый индекс — 85780. Телефонный код — 6244. Адрес местного совета — улица Центральная, дом 32.
В 1923 г. приказом Мариупольского окрисполкома в ознаменование 6-й годовщины Октябрьской революции село Сретенка переименовано в Октябрьское.